# COROT-5
COROT-5 (CoRoT-Exo-5) — звезда, которая находится в созвездии Единорог на расстоянии около 1304 световых лет от нас. Вокруг звезды обращается, как минимум, одна планета.

## Характеристики
COROT-5 относится к классу жёлто-белых карликов главной последовательности. Её масса и диаметр равны 1,00 и 1,186 солнечных соответственно. Возраст звезды оценивается в 5,5—8,3 миллиардов лет. Звезда получила своё наименование в честь космического телескопа COROT, с помощью которого у неё был открыт планетарный компаньон.

## Планетная система
В 2008 году группой астрономов, работающих в рамках программы COROT, было объявлено об открытии планеты COROT-5 b в данной системе. Она представляет собой газовый гигант, очень близко расположенный к родительской звезде. Полный оборот вокруг звезды она совершает за 4 суток. Температура внешних слоёв атмосферы COROT-5 b должна быть настолько высокой, что они могут испаряться во внешнее космическое пространство.